# 欧德勒西
欧德勒西（法語：Haudrecy，法語發音：[odʁəsi]）是法国大東部大區阿登省的一个市镇，属于沙勒维尔-梅济耶尔区。

## 地理
欧德勒西（49°47'12"N, 4°36'56"E）面积3.36 平方千米，位于法国大東部大區阿登省，该省份为法国北部内陆省份，西接埃纳省，南至马恩省，东临默兹省，北与比利时接壤。
与欧德勒西接壤的市镇（或旧市镇、城区）包括：贝尔瓦勒、克利龙、昂莱穆瓦讷、圣马塞尔、叙里、图尔讷。

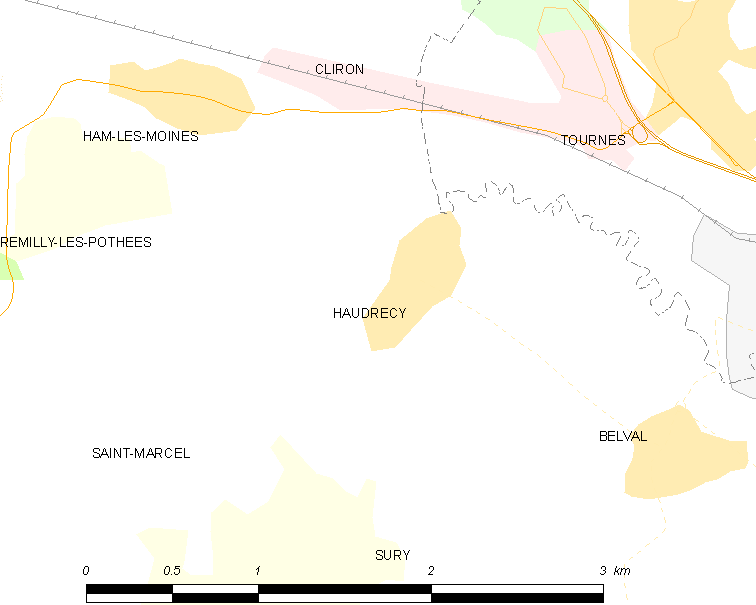
欧德勒西的OSM定位图

欧德勒西的时区为UTC+01:00、UTC+02:00（夏令时）。

## 行政
欧德勒西的邮政编码为08090，INSEE市镇编码为08216。

## 政治
欧德勒西所属的省级选区为沙勒维尔-梅济耶尔第一县。

## 人口

1962-2008年间欧德勒西人口变化图示

欧德勒西于2022年1月1日时的人口数量为328人。